# Cristin Eșanu
Cristin Eșanu (* 20. Juni 1995) ist ein moldauischer Hürdenläufer, der sich auf die 400-Meter-Distanz spezialisiert hat.

## Sportliche Laufbahn
Erste internationale Erfahrungen sammelte Cristin Eșanu im Jahr 2015, als er bei den Balkan-Meisterschaften in Pitești in 55,94 s den dritten Platz im B-Finale über 400 m Hürden belegte. Im Jahr darauf wurde er bei den Balkan-Meisterschaften ebendort in 55,42 s Vierter im B-Lauf und 2017 belegte er bei den Balkan-Hallenmeisterschaften in Belgrad in 49,19 s den zweiten Platz im B-Rennen im 400-Meter-Lauf und klassierte sich mit der moldauischen 4-mal-400-Meter-Staffel mit 3:18,69 min auf dem fünften Platz. Mitte Juli gelangte er bei den Balkan-Meisterschaften in Novi Pazar mit 51,12 s auf den achten Platz über 400 m. 2018 erreichte er bei den Balkan-Meisterschaften in Stara Sagora mit 49,74 s auf den fünften Platz über 400 m und belegte mit der Staffel in 3:12,07 min den fünften Platz. Im Jahr darauf wurde er bei den Balkan-Hallenmeisterschaften in Istanbul in 49,49 s Dritter im dritten Lauf über 400 m und nahm anschließend über diese Distanz an der Sommer-Universiade in Neapel teil und scheiterte dort mit 49,50 s in der ersten Runde. 2020 wurde er bei den Balkan-Hallenmeisterschaften in Istanbul in 50,24 s Fünfter über 400 m und im September gelangte er bei den Balkan-Meisterschaften in Cluj-Napoca mit 49,47 s auf den dritten Platz im B-Lauf über 400 m, belegte mit der 4-mal-100-Meter-Staffel in 42,40 s den fünften Platz und wurde mit der 4-mal-400-Meter-Staffel nach 3:20,12 min Vierter. Im Jahr darauf erreichte er bei den Balkan-Meisterschaften in Smederevo mit 55,3 s Rang sieben über 400 m Hürden. 2022 gelangte er bei den Balkan-Meisterschaften in Craiova mit 52,66 s auf Rang sieben.
2023 wurde er bei der 2. Liga der Team-Europameisterschaft im Rahmen der Europaspiele in Chorzów in 53,36 s Fünfter im B-Lauf über 400 m Hürden und kam mit der 4-mal-100-Meter-Staffel nicht ins Ziel und gelangte mit der Mixed-Staffel mit 3:29,66 min auf Rang sieben im B-Lauf. Anschließend erreichte er bei den Balkan-Meisterschaften in Kraljevo mit 53,00 s Rang vier im B-Lauf. Im Jahr darauf gelangte er bei den Balkan-Meisterschaften in Izmir mit 53,16 s auf Rang zehn über 400 m Hürden.
In den Jahren 2016, 2021 und 2022 wurde Eșanu moldauischer Meister im 400-Meter-Hürdenlauf sowie 2020 über 400 Meter. Zudem wurde er 2019 Hallenmeister im 400-Meter-Lauf.

## Persönliche Bestzeiten
- 400 Meter: 48,78 s, 7. Juni 2019 in Cluj-Napoca
  - 400 Meter (Halle): 49,19 s, 25. Februar 2017 in Belgrad
- 400 m Hürden: 52,39 s, 5. August 2023 in Graz